# 1344 w polityce

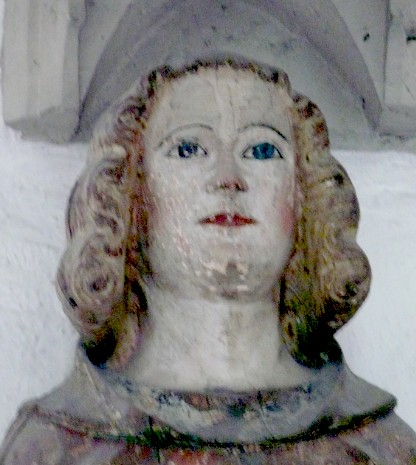
Otto Łagodny

Wydarzenia polityczne w 1344 roku.

## Wydarzenia
- W wyniku wyprawy na Ruś do Królestwa Polskiego wcielono: ziemię sanocką i ziemię przemyską[1].
- Królestwo Majorki zostało włączone do Aragonii[2].

## Zmarli
- 30 sierpnia Otto Łagodny, książę Brunszwiku[3].